# Cardiotossicità farmacologica

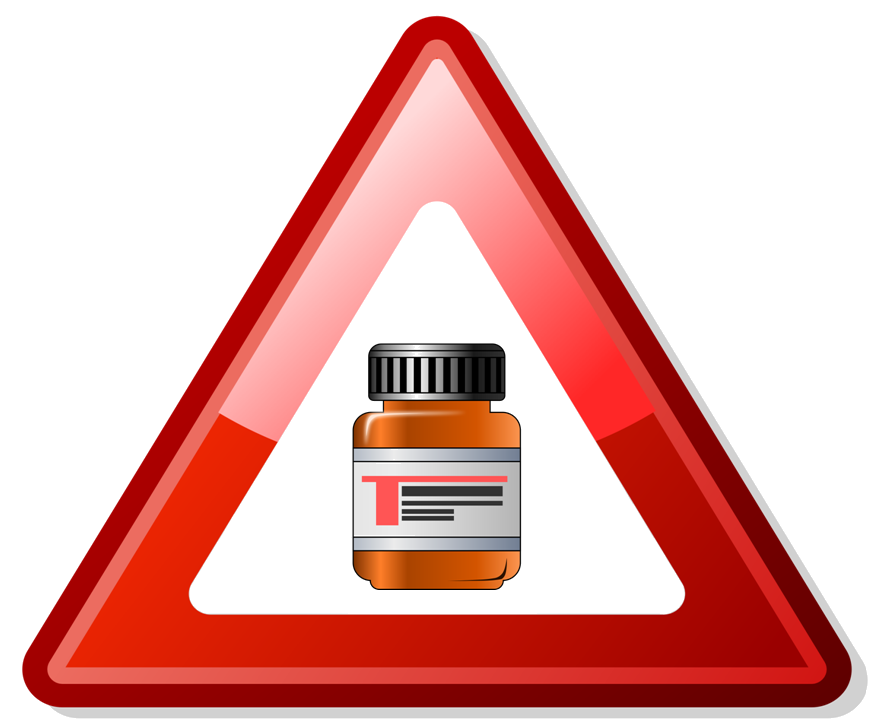
Illustrazione di farmaci all'interno di un segnale di pericolo

La cardiotossicità farmacologica rappresenta un danno cardiaco sotto l'azione di farmaci e può manifestarsi sia alterando le prestazioni del muscolo cardiaco sia alterando i canali/correnti ionici delle cellule cardiache funzionali, denominate cardiomiociti.
Due casi distinti in cui può verificarsi, sono relativi sia ai farmaci antitumorali che ai farmaci antiaritmici. Da recenti osservazioni, alcuni dei farmaci antitumorali che vanno sotto il nome di antracicline, è emerso che tali farmaci provocano una forma progressiva di scompenso cardiaco che può portare, a dosi elevate, alla morte cardiaca. Si ritiene che il meccanismo del danno cellulare spieghi la generazione di composti ossidativi con una diffusione del danno ossidativo ai cardiomiociti. D'altra parte, in relazione ai farmaci antiaritmici, la cardiotossicità è associata al rischio di indurre una potenziale aritmia fatale a causa di uno squilibrio nella quantità di correnti ioniche che fluiscono dentro/fuori la membrana cellulare dei cardiomiociti.

## Azione farmacologica
L'azione farmacologica rappresenta un meccanismo attraverso il quale si può ottenere un particolare effetto. A seconda della classe e del tipo di farmaco, l'azione farmacologica può essere diversa.
Nel caso dell'elettrofisiologia, il farmaco agisce direttamente a livello delle cellule, intervenendo sul meccanismo di apertura/chiusura dei canali ionici, come accade con i farmaci antiaritmici . A causa delle proprietà di permeabilità ionica della membrana delle cellule cardiache, durante il potenziale d'azione, l'apertura dei canali ionici genera correnti ioniche che entrano ed escono dalla membrana cellulare lipofilica.
L'azione dei Farmaci Antiaritmici è tale da modificare le correnti ioniche, agendo sulla struttura del canale ionico e tentando di ripristinare il meccanismo fisiologico di apertura/chiusura dei canali stessi. Può darsi che, invece di fornire un beneficio al cuore, come il suddetto effetto desiderato, un nuovo farmaco possa influenzare negativamente le correnti ioniche, finendo per modificare eccessivamente la quantità di correnti ioniche che scorrono attraverso la membrana cellulare, aumentando il rischio di indurre una potenziale aritmia fatale..

## Esempi di cardio-tossicità farmacologica

### Cardio-tossicità da farmaci antiaritmici

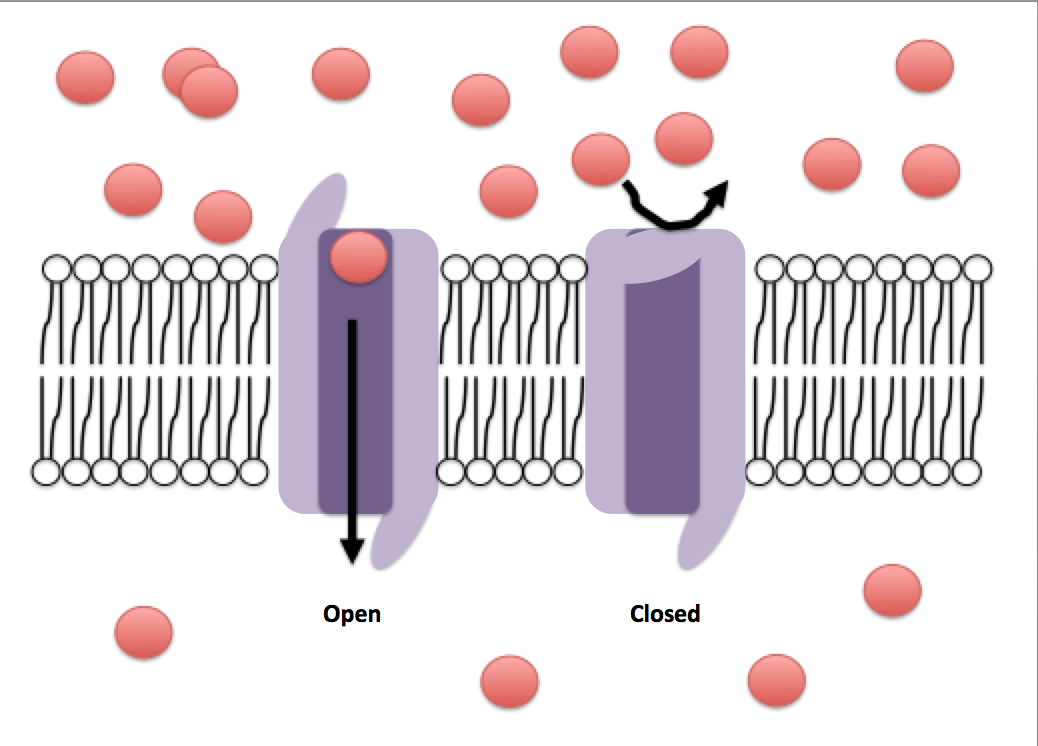
Rappresentazione dell'apertura/chiusura del canale ionico.

I farmaci antiaritmici sono una classe di composti farmacologici la cui azione cerca di ripristinare il normale ritmo sinusale quando un paziente è affetto da un'aritmia, quindi la loro azione è quella di eseguire una cardioversione farmacologica.
La cardio-tossicità farmacologica dei composti antiaritmici è correlata, infatti, all'azione di questi farmaci nell'indurre potenziali aritmie fatali come la torsione di punta o la fibrillazione ventricolare. I farmaci antiaritmici agiscono direttamente sull'apertura/chiusura dei canali ionici, modificando di conseguenza le correnti ioniche.
Nel trattamento delle aritmie, l'azione terapeutica farmacologica è correlata alla generazione di una nuova combinazione di blocco/apertura dei canali ionici. Tuttavia, questa nuova configurazione farmacologicamente indotta può portare ad uno squilibrio delle correnti ioniche e di conseguenza causare una modifica nella morfologia del potenziale d'azione, aumentando così il rischio di indurre un'aritmia.
È stato infatti studiato negli anni come il cambiamento della forma del potenziale d'azione, come possono essere il prolungamento della fase di ripolarizzazione o le early afterdepolarization, sia legato alla probabilità di indurre aritmie fatali come la torsione di punta. Quindi, il rischio di indurre tali aritmie deve essere prevenuto valutando la cardio-tossicità farmacologica nelle prime fasi della produzione di un nuovo farmaco.

## Valutazione clinica della cardio-tossicità
Durante lo studio di un nuovo composto farmacologico, una sperimentazione clinica è una delle fasi prima del rilascio sul mercato.
A questo livello, seguendo le linee guida del protocollo del trial clinico, il nuovo farmaco viene somministrato al paziente come terapia e vengono monitorati i parametri vitali del paziente al fine di valutare possibili effetti collaterali.

### Vecchio paradigma
Per valutare la cardio-tossicità farmacologica, era pratica comune misurare l'intervallo QT in vivo e il blocco del canale del potassio. Tuttavia, dal 2013 è stato sviluppato un nuovo paradigma per superare i limiti del precedente. È stato infatti dimostrato come il vecchio paradigma fosse troppo stringente, etichettando come pro-aritmici alcuni composti farmacologici che in realtà non lo erano.

### Nuovo paradigma: CiPA
Così è nata la comprehensive in vitro pro-arrhythmia assay che tiene conto sia dei dati sperimentali che di dettagliati modelli computazionali, considerando più correnti ioniche invece di misurare solo l'intervallo QT e il blocco del canale del potassio. Questo nuovo paradigma mira a collegare le prove cliniche con la modellazione in-silico per ricostruire il potenziale d'azione atriale e ventricolare e valutare la probabilità che si verifichino early afterdepolarization.

## Valutazione della cardio-tossicità in silico

### Panoramica generale
Negli ultimi anni, Ila medicina in silico si è rivelata promettente, aiutando scienziati e clinici a prevenire e curare adeguatamente diverse malattie. La modellazione computazionale aiuta a comprendere fenomeni complessi, consentendo agli scienziati di variare i parametri con l'obiettivo di misurare variabili che altrimenti non avrebbero potuto essere studiate.
Nel campo dell'elettrofisiologia, la valutazione della cardio-tossicità farmacologica può essere effettuata sfruttando specifici modelli computazionali. A seconda del tipo e dei parametri da indagare nella ricerca, è possibile analizzare separatamente l'effetto farmacologico sugli atri e sui ventricoli.
Poiché le due camere cardiache sono molto diverse tra loro e svolgono un ruolo chiave sia su base funzionale che anatomica, è necessario tenere conto di opportuni modelli computazionali per descrivere il loro diverso comportamento. Nel corso degli anni, al fine di meglio caratterizzare al meglio e replicare il comportamento del potenziale d'azione cellulare della regione anatomica più rilevante del cuore, sono stati sviluppati diversi modelli, tra cui possiamo annoverare il modello di Courtemanche per gli atri o modello O'Hara per i ventricoli.

### Creazione di una popolazione cellulare di potenziali d'azione

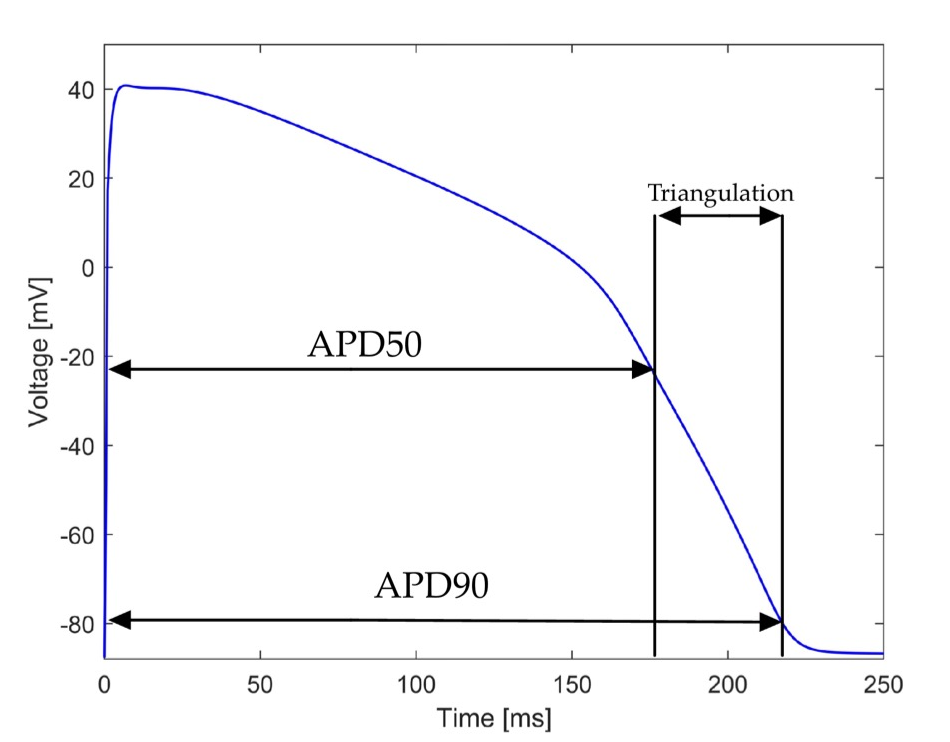
Potenziale d'azione ventricolare

In questo modo, è stato possibile creare una popolazione cellulare virtuale di cardiomiociti e variare le loro conduttanze, le quali sono correlate alle principali correnti ioniche che contribuiscono alla morfologia del potenziale d'azione responsabile della descrizione di una specifica regione anatomica del cuore.
Per creare una popolazione stabile di potenziali d'azione cellulare, alcuni biomarkers devono essere tenuti in considerazione. Nel corso degli anni sono stati sviluppati diversi biomarcatori al fine di caratterizzare al meglio l'instabilità dei potenziali d'azione cellulari. È possibile annoverarne alcuni:
- APD90: rappresenta la durata del potenziale d'azione quando la fase della ripolarizzazione è al 90%, quindi è possibile associare a questo valore un tempo ed è esprimibile come[18]:

{\displaystyle APD_{90}=t_{90}-t_{0}}
- APD90: rappresenta la durata del potenziale d'azione quando la fase della ripolarizzazione è al 50%, quindi è possibile associare a questo valore un tempo ed è esprimibile come[18]:

{\displaystyle APD_{50}=t_{50}-t_{0}}
- APD20: rappresenta la durata del potenziale d'azione quando la fase della ripolarizzazione è al 20%, quindi è possibile associare a questo valore un tempo ed è esprimibile come[18]:

{\displaystyle APD_{20}=t_{20}-t_{0}}
- Triangolazione: è una misura di quanto triangolare è un potenziale d'azione, espresso come[18]:

{\displaystyle Triangulation=APD_{90}-APD_{50}}
- APA: rappresenta l'ampiezza del potenziale d'azione, espressa come[18]:

{\displaystyle APA=V_{Max}-V_{0}}
Molti altri possono essere utilizzati secondo le esigenze della ricerca.

### Clusterizzazione regionale
Una volta stabilizzata la popolazione cellulare, tutti i potenziali d'azione vengono confrontati con i dati fisiologici relativi alle regioni anatomiche più rilevanti, in modo tale da filtrare opportunamente i potenziali d'azione mirando a considerare solo quelli fisiologicamente rilevanti a livello atriale, il la clusterizzazione si verifica con i dati associati a:
- Atrio destro
- Auricola destra
- Atrio sinistro
- Auricola sinistra
- Anelli atrioventricolari
- Crista terminalis
- Fascio di Bachmann destro
- Fascio di Bachmann sinistro
- Muscoli pettinati

### Simulazione dell'azione farmacologica

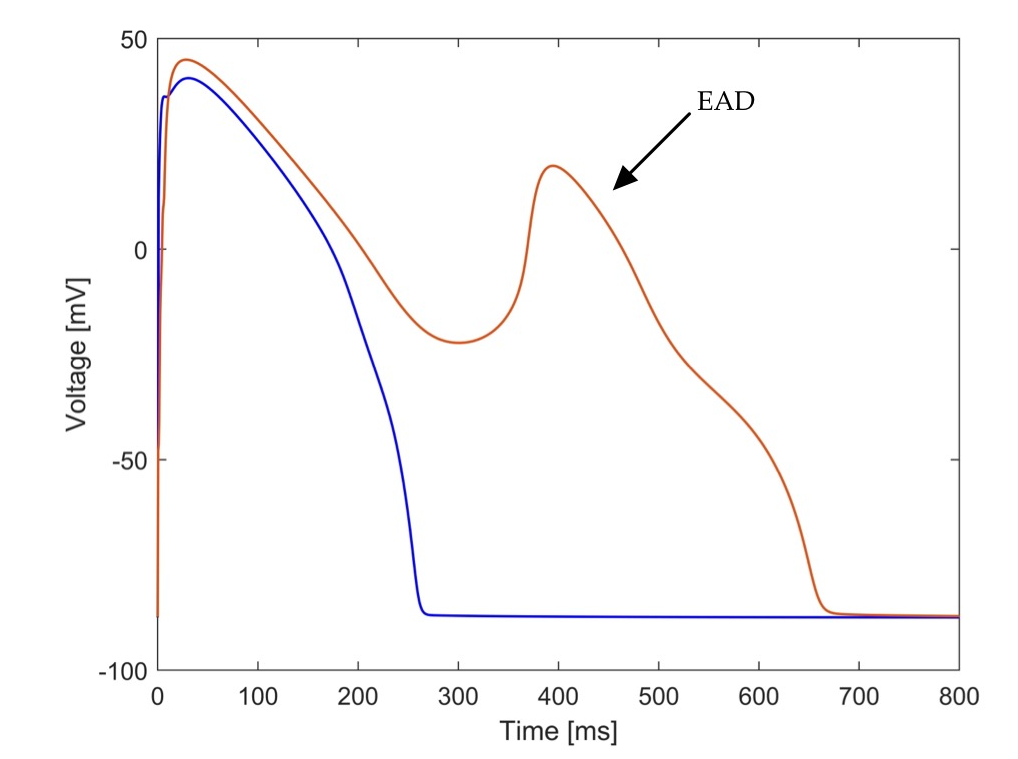
Rappresentazione di una early afterdepolarization

Sulla base dei dati farmacocinetici e farmacodinamici dei farmaci, l'azione farmacologica è integrata nel modello e mediante specifici protocolli di stimolazione, l'effetto farmacologico di un nuovo farmaco può essere studiato in un ambiente computazionale completamente sicuro e controllato, fornendo importanti considerazioni preliminari sulla cardio-tossicità di nuovi composti farmacologici.
In base all'esito delle simulazioni, diversi aspetti possono essere indagati per identificare la pro-aritmicità di un nuovo composto farmacologico. I cambiamenti tipici, chiamati anomalie della ripolarizzazione, nella morfologia del potenziale d'azione che sono considerati pro-aritmici possono essere:
- Early afterdepolarization
- Alternanza elettrica
- Fallimenti di ripolarizzazione

La simulazione può essere effettuata a diversi livelli terapeutici plasmatici efficaci dei farmaci (EFTPC) per identificare il livello al quale la cardio-tossicità non può più essere trascurata. I dati raccolti, possono essere infine utilizzati al fine di creare un sistema di punteggio finalizzato a definire il rischio torsadogenico, ovvero il rischio di indurre torsione di punta, dei nuovi farmaci.
Un possibile punteggio per valutare il rischio di indurre una torsione di punta potrebbe essere:
{\displaystyle TdPRS={\frac {\sum _{c}(W_{c}\cdot nRA_{c})}{N\cdot \sum _{c}W_{c})}}}
Dove {\displaystyle \sum _{c}} è la somma di tutte le concentrazioni, [C] è la concentrazione presa in considerazione, {\displaystyle W_{c}={\frac {EFTPC}{[C]}}}, {\displaystyle N} è il numero totale di modelli nella popolazione e {\displaystyle nRA_{c}} rappresenta il numero di modelli che mostrano anomalie di ripolarizzazione.

### Simulazioni in tessuto
Simulazioni di calcolo più dettagliate possono essere effettuate tenendo conto di modelli non cellulari, ma prendendo in considerazione il sincizio funzionale e consentendo alle cellule di interagire reciprocamente, il cosiddetto accoppiamento elettrotonico.
In caso di simulazione tissutale o in casi più ampi, come nelle simulazioni di organi interi, tutti i modelli cellulari non sono più applicabili e devono essere apportate diverse correzioni. In primo luogo le equazioni che governano non possono essere solo equazioni alle derivate ordinarie ma deve essere considerato un sistema di equazioni alle derivate parziali. Una scelta adatta può essere il modello monodominio:
{\displaystyle \triangledown \cdot (D\nabla V)=(C_{m}{\frac {\partial V}{\partial t}}+I_{ion}(V,u))} {\displaystyle in} {\displaystyle \Omega }
{\displaystyle n\cdot (D\nabla V)=0} {\displaystyle in} {\displaystyle \partial \Omega }
Dove {\displaystyle D} è il tensore di conducibilità efficace, {\displaystyle C_{m}} è la capacità della membrana cellulare, {\displaystyle I_{ion}} la corrente ionica transmembrana, {\displaystyle \Omega } E {\displaystyle \partial \Omega } sono rispettivamente il dominio di interesse e il suo confine, con {\displaystyle n} il confine esterno di {\displaystyle \partial \Omega }.